# Gabriela Kownacka
Gabriela Anna Kownacka z domu Kwasz (ur. 25 maja 1952 we Wrocławiu, zm. 30 listopada 2010 w Warszawie) – polska aktorka teatralna i filmowa.

## Życiorys
W 1971 ukończyła III Liceum Ogólnoształcące im. Adama Mickiewicza we Wrocławiu i zdała maturę. W tym samym roku dostała się na wydział aktorski Państwowej Wyższej Szkoły Teatralnej im/ Aleksandra Zelwerowicza w Warszawie. Będąc na pierwszym roku studiów, zagrała rolę Zosi w Weselu Andrzeja Wajdy.
Dyplom ukończenia Państwowej Wyższej Szkoły Teatralnej im. Aleksandra Zelwerowicza w Warszawie otrzymała w 1975 z tytułem magister sztuki aktor dramatyczny. W tym samym roku zaangażowała się do Teatru Kwadrat w Warszawie, gdzie zadebiutowała tytułową rolą w sztuce Pepsie Pierrette Bruno, w reżyserii twórcy i dyrektora tego teatru Edwarda Dziewońskiego. Występowała też w Teatrze Telewizji: w 1975 zagrała rolę Maggie w sztuce Arthura Millera Po upadku w reżyserii Andrzeja Łapickiego, zaś w 1976 wystąpiła w roli Marysi w sztuce Roberta Thomasa Spółka morderców w reżyserii Edwarda Dziewońskiego.
W 1977 otrzymała Nagrodę im. Zbyszka Cybulskiego za rolę Maggie i hrabianki Rity w Trędowatej Jerzego Hoffmana, a w 1979 tytuł „Gwiazdy Filmowego Sezonu” podczas Lubuskiego Lata Filmowego w Łagowie za rolę Anity w komedii muzycznej Hallo Szpicbródka, czyli ostatni występ króla kasiarzy. Także w tym samym roku zdobyła nagrodę przewodniczącego komitetu ds. Radia i Telewizji za wybitną współpracę artystyczną z TVP.
W latach 1975–78 występowała w stołecznym teatrze Kwadrat. W 1978 otrzymała od Erwina Axera propozycję angażu do Teatru Współczesnego w Warszawie, a potem w 1983 od Jerzego Grzegorzewskiego, który tworzył zespół po objęciu dyrekcji Teatru Studio w Warszawie. Występowała w nim do 1999. W 1998 zagrała gościnnie w Teatrze Narodowym rolę siostry Dory w Halce Spinozie według Witkacego w reżyserii Jerzego Grzegorzewskiego. Następnie w latach 1999–2009 była stałą aktorką sceny narodowej.
W latach 90. stworzyła popularne role serialowe w Matkach, żonach i kochankach (1995–98) i Rodzinie zastępczej (1999–2008).
Wystąpiła w ponad 60 rolach Teatru Telewizji i zagrała w ponad 40 spektaklach teatralnych w całym kraju. W 2012 ukazała się książka autorstwa Romana Dziewońskiego pt. Gabi. Gabriela Kownacka.

## Odznaczenia i nagrody
Postanowieniem Prezydenta RP z dnia 22 sierpnia 2005 „za zasługi w pracy artystycznej” została odznaczona Złotym Krzyżem Zasługi. W tym samym roku podczas Festiwalu Dobrego Humoru otrzymała statuetkę „Melonika” dla najlepszej aktorki komediowej.
W 2006 odcisnęła swoją dłoń na Bursztynowej Promenadzie Gwiazd podczas Festiwalu Gwiazd w Gdańsku.

## Życie prywatne

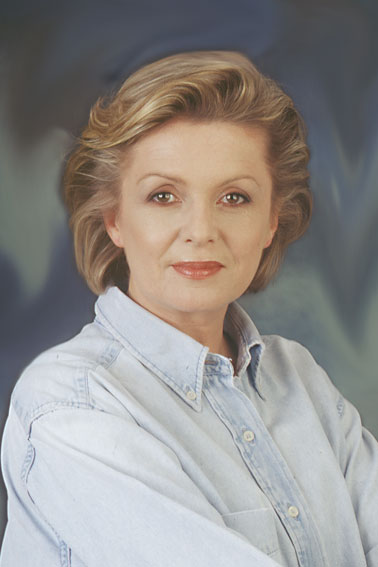
Gabriela Kownacka

Była córką Ottokara Kwasza (ur. 12 stycznia 1922, zm. 3 marca 1992) i Izabelli z domu Tumidajskiej (ur. 18 września 1923, zm. 9 maja 2023).
W latach 1975–1985 była żoną Waldemara Kownackiego. W 1983 urodziła syna Franciszka. Związana była także z operatorem Witoldem Adamkiem i aktorem Krzysztofem Janczarem. W 2007 została ambasadorem drugiej edycji programu „Szkoła bez przemocy”.
W latach 90. wystąpiła w reklamie Rodzinnej Encyklopedii Medycyny. Zagrała także w reklamie serów Warmia.

## Choroba i śmierć

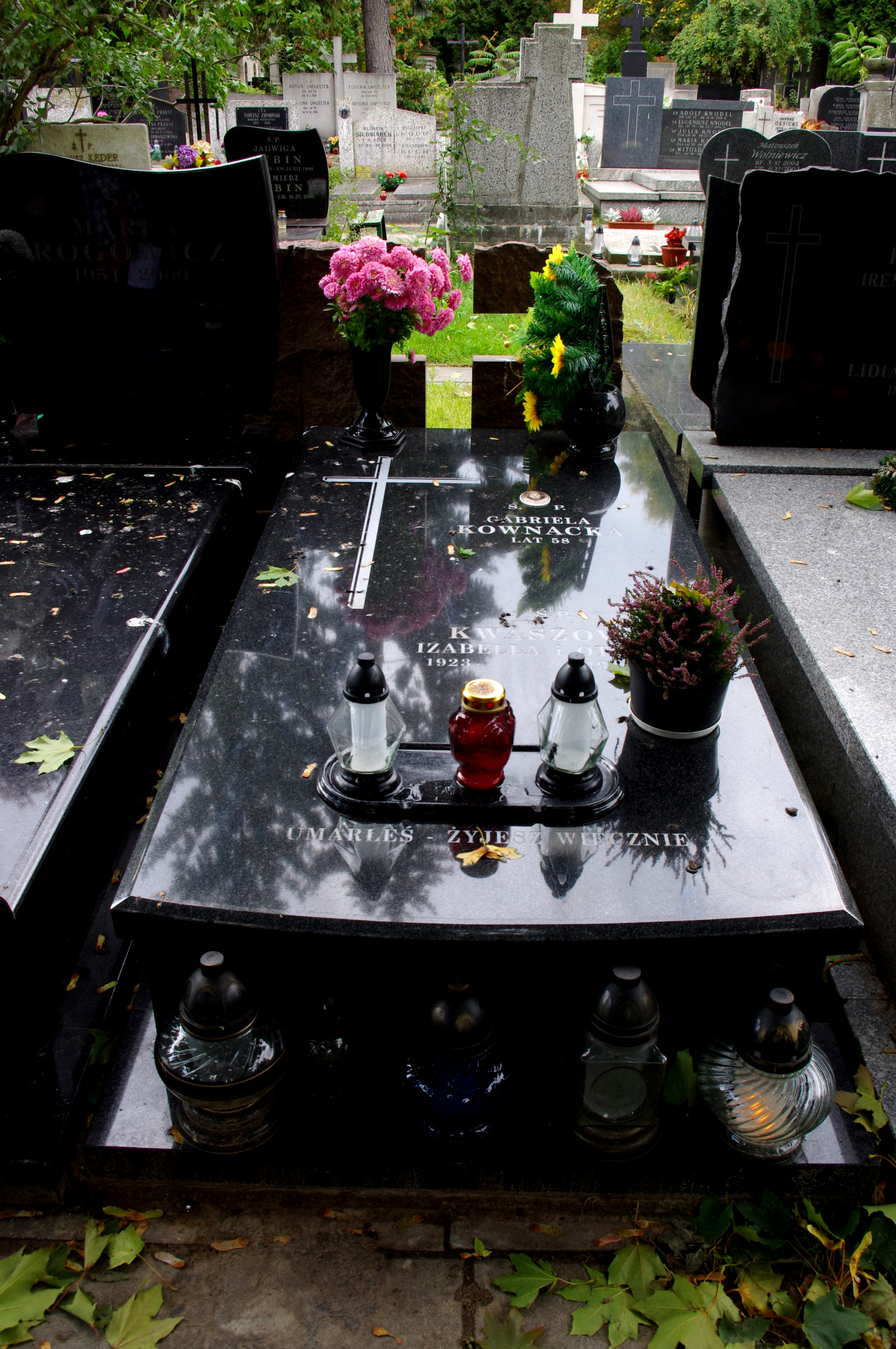
Grób Gabrieli Kownackiej na cmentarzu ewangelicko-augsburskim w Warszawie

W 2004 aktorka zachorowała na raka piersi. Kilkumiesięczne zabiegi chemioterapii i radioterapii dały pozytywny efekt, dzięki czemu mogła powrócić do pracy na planie serialu Rodzina zastępcza.
Na przełomie maja i czerwca 2008 nastąpił gwałtowny nawrót choroby i stan zdrowia aktorki bardzo się pogorszył. 9 marca 2009 w Teatrze Narodowym odbył się koncert charytatywny, z którego cały dochód został przeznaczony na leczenie aktorki.
Zmarła 30 listopada 2010. 7 grudnia 2010 została pochowana na cmentarzu ewangelicko-augsburskim w Warszawie (aleja 41, grób 27). W uroczystościach pogrzebowych uczestniczyli m.in.: Maja Komorowska, Joanna Szczepkowska, Gołda Tencer, Ewa Ziętek, Marian Opania, Wojciech Malajkat oraz obsada serialu Rodzina zastępcza (Piotr Fronczewski, Jarosław Boberek i inni). Aktor Marcin Hycnar odczytał list pożegnalny w imieniu Jana Englerta – dyrektora Teatru Narodowego w Warszawie.

## Filmografia
Źródło: FilmPolski.pl.
- 1972: Wesele – Zosia
- 1976: Skazany – Kasia
- 1976: Trędowata – Rita Szylinżanka
- 1977: Ciuciubabka – Grażyna
- 1977: Pani Bovary to ja – sąsiadka
- 1977: Rebus – Ania
- 1977: Rekolekcje – Myszka
- 1977: Szarada – Ewa
- 1978: Hallo Szpicbródka – Anita
- 1980: Urodziny młodego warszawiaka – Jadźka
- 1980: Ukryty w słońcu – Joanna
- 1980: Bo oszalałem dla niej – Sylwia
- 1981: Dziecinne pytania – Bożena
- 1981: Przypadki Piotra S. – prostytutka
- 1981: Spokojne lata – Iza
- 1983: Nadzór – Danusia Wabik
- 1984: 5 dni z życia emeryta – sekretarka w Wytwórni Filmów Dokumentalnych
- 1984: Jak się pozbyć czarnego kota – Krystyna Danek
- 1984: Pismak – Maria
- 1984: Zamiana – Ola
- 1985: Kronika wypadków miłosnych – Olimpia
- 1985: Ga, ga. Chwała bohaterom – blondynka z komputera
- 1985: Żaglowiec – mama Michała
- 1986: Nieproszony gość – Micia
- 1987: Hanussen – żona szefa propagandy
- 1988: Niezwykła podróż Baltazara Kobera – Gertruda
- 1989: Kapitał, czyli jak zrobić pieniądze w Polsce – Barbara
- 1989: Yacht – żona
- 1992: Smacznego telewizorku – Teresa Adler
- 1992: Sauna – Masza
- 1992: Zwolnieni z życia – Elżbieta
- 1993: Nowe przygody Arsena Lupin
- 1995–1998: Matki, żony i kochanki – Dorota Padlewska-Lindner
- 1996: Cesarska tabakierka – baronowa
- 1996: Dzieci i ryby – Ewelina
- 1996: Drugie zabicie psa – kobieta
- 1999: Fuks – matka Aleksa
- 1999: Kiler-ów 2-óch – prezydentowa
- 1999–2008: Rodzina zastępcza – Anna Kwiatkowska
- 1999: Bratobójstwo
- 2001: Pas de deux – Anna Struziakowa
- 2002: Na dobre i na złe – Lidia Kornecka (odc. 93)
- 2003: Powiedz to, Gabi – aktorka
- 2006: Przebacz – matka
- 2006–2007: Dwie strony medalu – Jolanta Wysocka
- 2007: Niania – ona sama

## Dubbing

### Filmy
- 1977: Hotel Zacisze
- 1979: Ja, Klaudiusz − Druzylla (odc. 9)
- 1981: Życie jest piękne
- 1986: Annie Hall
- 1983: Goście z galaktyki Arkana − Biba
- 1984: Wybory w VII c − pani Kunze
- 2003: Nawiedzony dwór – Madame Liota
- 2007: Artur i Minimki – babcia Arthura

### Gry komputerowe
- 1999: Baldur’s Gate – Viconia DeVir
- 1999: Airline Tycoon
- 2000: Planescape: Torment – Nie-Sława
- 2000: Baldur’s Gate II: Cienie Amn – Viconia DeVir
- 2001: Baldur’s Gate II: Tron Bhaala – Viconia DeVir